# Gronau (Westfalen)
Gronau (Westfalen) (ufficialmente Gronau (Westf.), letteralmente "Gronau (Vestfalia)") è una città della Renania Settentrionale-Vestfalia, in Germania.
Appartiene al distretto governativo (Regierungsbezirk) di Münster e al circondario (Kreis) di Borken (targa BOR).
Gronau si fregia del titolo di "Media città di circondario" (Mittlere kreisangehörige Stadt).